# Hi'ya Chum
Hi'ya, Chum, também chamado Passing the Buck, é um filme estadunidense de 1943, do gênero comédia musical, dirigido por Harold Young, com roteiro de Edmund L. Hartmann.

## Elenco
- Ritz Brothers - Merry Madcaps
- Jane Frazee - Sunny Lee
- Robert Paige - Tommy Craig
- June Clyde - Madge Tracy
- Paul Hurst - Archie Billings
- Edmund MacDonald - Terry Barton
- Lou Lubin - Eddie Gibbs
- Andrew Tombes - Jerry MackIntosh
- Ray Walker - Jackson
- Richard Davies - operário